# 高圧ガス保安協会
高圧ガス保安協会（こうあつガスほあんきょうかい、英: The High Pressure Gas Safety Institute of Japan）は、高圧ガス保安協会規則に基づき1963年に設立された経済産業省所管の法人であり、KHKをその略称としている。会長は近藤賢二元内閣審議官。
本組織は、設立当初は特殊法人であったが、1986年10月1日に特別民間法人となった。
また、本組織の詳細は高圧ガス保安法に定められている(第4章の3)とともに、その法人名については、「高圧ガス保安協会」が正式名称であり、「協会でない者は、何人も、高圧ガス保安協会という名称を用いてはならない。」という名称使用制限(第59条の7)が有る。
なお、都道府県名に「高圧ガス保安協会」の名称を連ねる組織も存在するが、これらはその各県が所管する社団法人である。

## 詳細
本組織の設立目的は高圧ガス保安法によって定義されている。
- 高圧ガスの保安に関する自主的な活動を促進し、以って公共の安全を確保すること (第1条)
- 高圧ガスによる災害の防止に資するため、高圧ガスの保安に関する調査、研究及び指導、高圧ガスの保安に関する検査等の業務を行うこと (第59条の2)

### 事業
- 資格試験・講習業務
  - 高圧ガス保安法または液化石油ガスの保安の確保及び取引の適正化に関する法律(液化石油ガス法)で経済産業大臣または都道府県知事が「協会または指定試験機関」に委託することができるとされている高圧ガス製造保安責任者試験・高圧ガス販売主任者試験・液化石油ガス設備士試験の受託実施
  - 高圧ガス保安法で「協会または指定講習機関」が行うとされている試験科目免除講習(高圧ガス製造保安責任者講習および高圧ガス販売主任者講習)の実施
  - 高圧ガス保安法または液化石油ガス法で「協会または指定養成施設」が行うとされている資格取得講習(液化石油ガス設備士講習・高圧ガス移動監視者講習・特定高圧ガス取扱主任者講習・充填作業者講習・保安業務員講習・調査員講習・業務主任者の代理者講習)の実施
  - 高圧ガス保安法または液化石油ガス法において選任により責任を負う者などに対する義務講習(保安企画推進者講習・保安主任者講習・保安係員講習・業務主任者講習・液化石油ガス設備士再講習)の実施
  - 液化石油ガス法例示基準に基づく資格取得講習(ポリエチレン管の施工に係る講習・配管用フレキ管講習・CE受入側保安責任者講習・CE保安講習)の実施
  - 自主講習(特殊材料ガス保安講習・冷凍空調工事保安管理者講習・冷凍特別装置検査員講習)の実施
  - 高圧ガス保安法または液化石油ガス法で経済産業大臣または都道府県知事が「経済産業省令で定める法人」に委託することができるとされている高圧ガス製造保安責任者免状・高圧ガス販売主任者免状・液化石油ガス設備士免状に係る交付事務の受託実施[1]
- 検査・認定業務
  - 独立した第三者機関としての圧力容器や冷凍設備機器の法定検査・高圧ガス設備製造者に対する大臣認定のための事前評価など
- 技術基準作成業務
  - 高圧ガス保安確保のための民間規格の作成
- 研究開発・教育活動
- 消費者に対する保安啓発活動
- ISO審査登録機関としての審査登録業務

### 本部以外の機関
- 総合研究所、液化石油ガス機器検定室（東京都町田市）
- 支部（札幌市、仙台市、名古屋市、大阪市、広島市、高松市、福岡市）
- 液化石油ガス教育事務所（都道府県単位のLPガス協会等に併設） - 液化石油ガスに関する各種講習
- 冷凍教育検査事務所（都道府県単位の冷凍設備保安協会等に併設）- 冷凍関連の各種講習、冷凍設備検査
- 試験事務所（宮城県を除く都道府県単位の関連協会1 - 2箇所に併設） - 知事施行国家試験（沖縄県のみ大臣施行国家試験も）

「一般高圧ガス・冷凍試験事務所」、「液化石油ガス試験事務所」と分けている場合がある

## 沿革
- 1936年10月15日 「高圧瓦斯協会」発足
- 1944年1月20日 社団法人化
- 1963年12月20日 特殊法人として「高圧ガス保安協会」発足
- 1986年10月1日 特別民間法人化